# Urdokgletscher
Der Urdokgletscher befindet sich im östlichen Karakorum im von China annektierten Shaksgam-Tal.
Der Urdokgletscher hat eine Länge von 25 km. Er strömt in nördlicher Richtung und trennt dabei den Siachen Muztagh im Osten vom Baltoro Muztagh im Westen. Im Westen und Süden wird das Einzugsgebiet des Gletschers von folgenden Bergen eingerahmt: Gasherbrum I (8068 m), Sia Kangri (7422 m) und Urdok I (7250 m). Der kleine Sagangletscher mündet linksseitig in den Urdokgletscher. Der 5764 m hoch gelegene Indira Col bildet einen Übergang zum südlich gelegenen Siachengletscher. Der Urdokgletscher mündet in den Shaksgam-Fluss.